# DDI1
DDI1‏ (DNA damage inducible 1 homolog 1) هوَ بروتين يُشَفر بواسطة جين DDI1 في الإنسان.